# Assistência social no Brasil
Assistência social no Brasil é um dos três componentes do sistema de Seguridade Social no país - saúde, previdência social e assistência social. Sua descrição e diretrizes básicas estão contidas na Constituição brasileira nos artigos 203 e 204, sendo que sua regulamentação está sistematizada pela Lei n.º 8.742/93, a Lei Orgânica da Assistência Social (LOAS).
Sua função é manter uma política social destinada ao atendimento das necessidades básicas dos indivíduos, mais precisamente em prol da família, maternidade, infância, adolescência, velhice, o amparo às crianças e aos adolescentes carentes, promoção da integração ao mercado de trabalho, bem como a habilitação e reabilitação das pessoas com deficiência física ou mental e a promoção de sua integração à vida comunitária.
As prestações de assistência social são destinadas aos indivíduos sem condições de prover o próprio sustento de forma permanente ou provisória, independentemente de contribuição à Seguridade Social, pois a assistência social não tem caráter contributivo.